# 질 뱅슈아

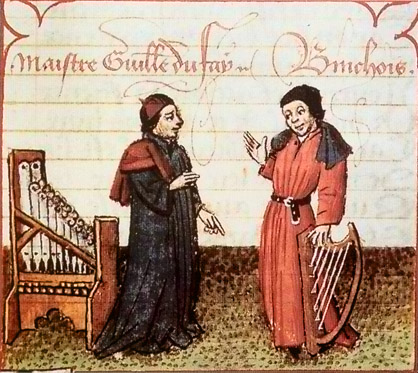
뱅슈아(오른쪽), 기욤 뒤파이

질 드 뱅슈아(Gilles de Binche ( Binchois 라고도 함, Gilles de Bins 라고도 함) c. 1400 – 1460년 9월 20일)는 부르고뉴 악파 의 초기 구성원 중 한 명이자 작곡가이다.
뱅슈아는 몽스 출신이었을 것이다. 그의 아버지는 교회에서 일했다. 1420년대 말경에 그는 부르고뉴의 궁정 예배당에 입회했으며, 그의 모테트 Nove cantum melodie (1432) 당시에는 분명히 그곳에서 가수였다. 시각. 그는 결국 Soignies에서 은퇴했으며, 오랜 세월 동안 부르고뉴 궁정을 훌륭하게 섬겼기 때문에 상당한 연금을 받았을 것이다.
뱅슈아의 곡은 사후 수십 년 동안 사본으로 등장했으며 후대의 작곡가 들이 미사 작곡을 위한 소스로 자주 사용했다. 그의 음악의 대부분, 심지어 그의 신성한 음악은 윤곽이 단순하고 명료하며 때로는 금욕적이기도 하다.